# Polluelo

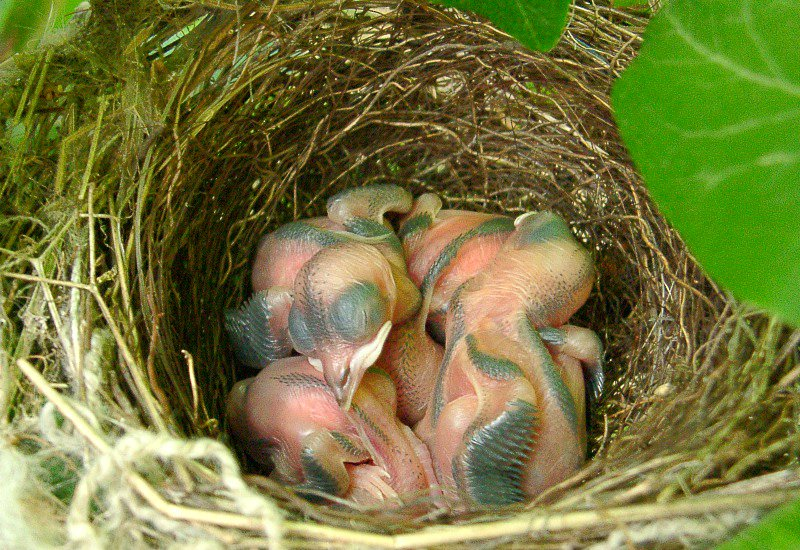
Polluelos de gorrión común.

Polluelo, pollo, pichón o pollito son nombres usados para designar a las crías de las aves. Así desde que eclosiona el huevo hasta que aprenden a valerse por sí mismas sin necesidad de los cuidados de los adultos, y gracias al desarrollo fisiológico correspondiente, que es lo que en realidad les proporciona independencia.

## Descripción

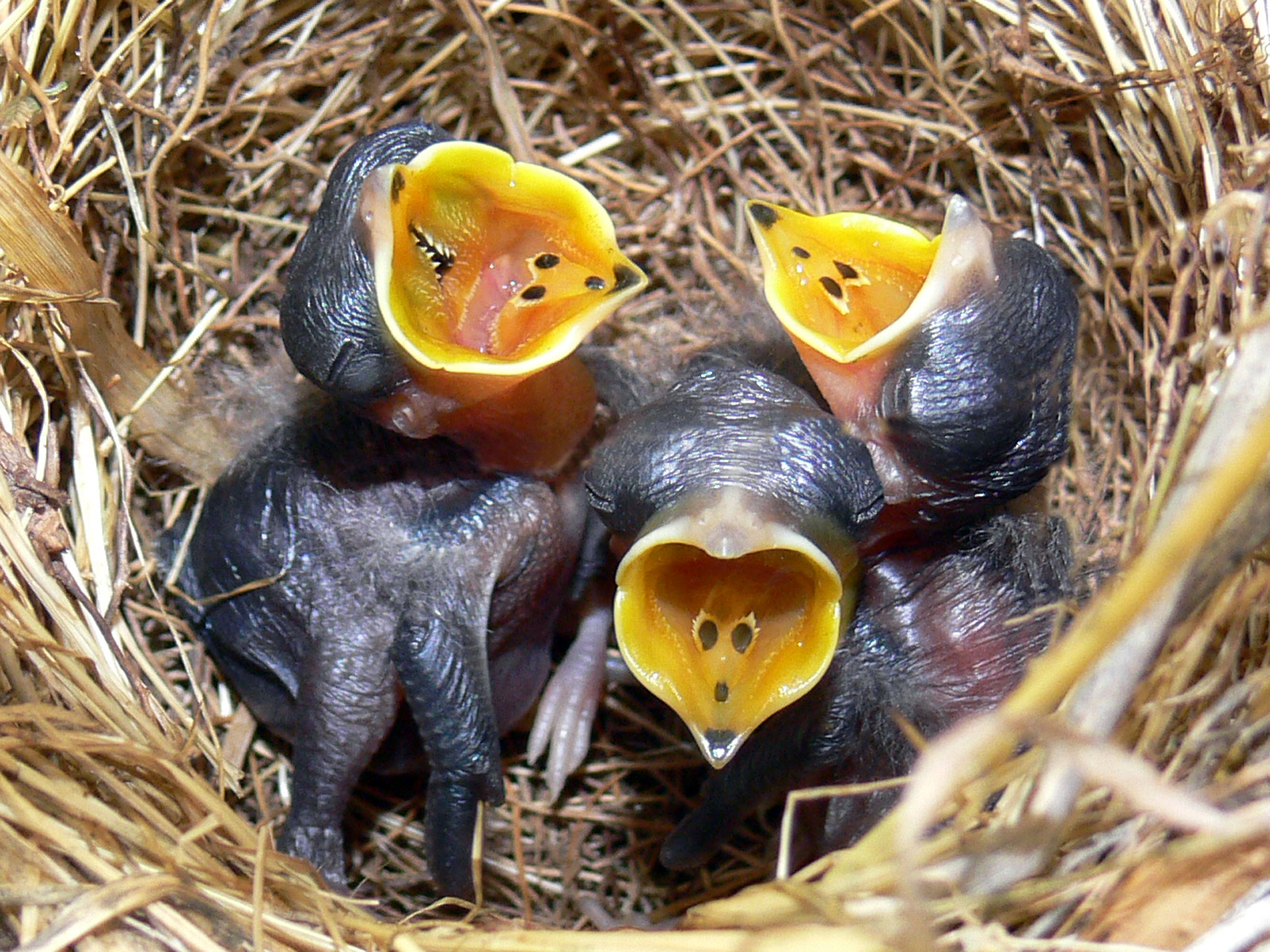
Crías de Anthus novaeseelandiae mostrando sus llamativas manchas de la garganta para pedir alimento.

La descripción depende de las distintas especies aunque, en general, son de tamaño muy pequeño. Las de algunas especies presentan un fino plumón, y otras nacen completamente desnudas o peladas, desprovistas de cualquier tipo de pluma; a los pocos días comienza a aparecer el plumón, y tras varias semanas de desarrollo, presentan su plumaje juvenil.
En los pájaros nidícolas, los picos de los pollos presentan en su periferia apéndices llamativos, conocidos como «boqueras», y en la garganta ciertas señales o manchas, también muy llamativas, de colores vistosos, que tienen el objetivo de estimular a sus progenitores a la hora de ser alimentados.

## Tipos de crías
Los polluelos se pueden clasificar, a grandes rasgos, en dos grupos o categorías generales: altriciales o nidícolas, y precoces o nidífugos, aunque debe tenerse en cuenta que también existen especies de condiciones intermedias, como es el caso de las aves de presa y las del orden Procellariiformes.

### Altriciales o nidícolas
Se entiende por cría altricial toda aquella que nace ciega e indefensa por completo, desnuda, o bien, con plumón.
Especies altriciales son las aves canoras o pájaros cantores; es decir, dentro del orden Passeriformes, todas las que pertenecen al suborden Passeri, que son alrededor de unas 4000 especies. También son altriciales los polluelos de otras muchas especies paseriformes cercanas taxonómicamente a las aves canoras o pájaros cantores, así como los pelícanos, los martines pescadores, los pájaros carpinteros y los vencejos, entre otros.

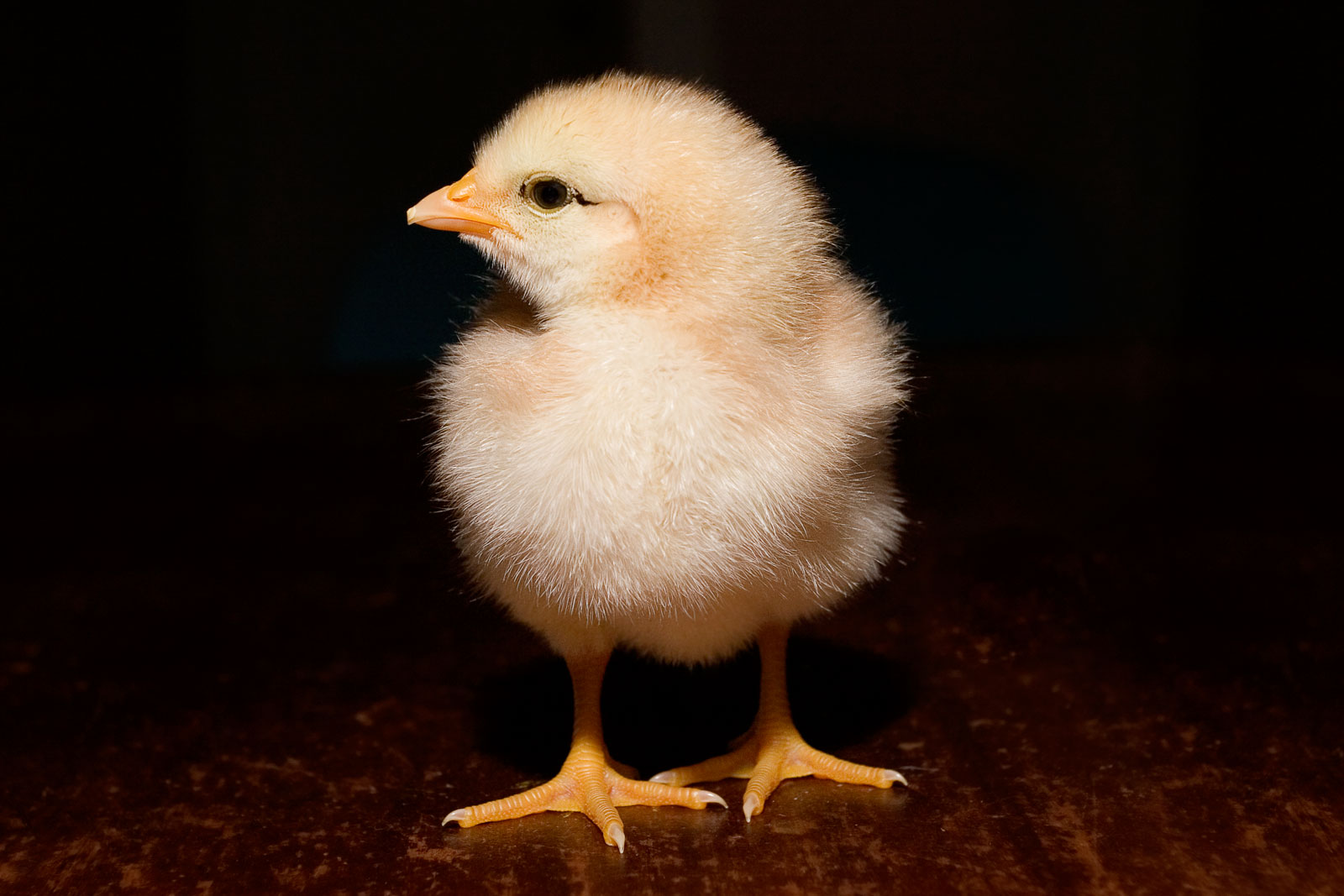
Pollito. Cría precoz de Gallus gallus domesticus, de un día de vida.

### Precoces o nidífugas
Se entiende por cría precoz toda aquella que al eclosionar el huevo presenta los ojos abiertos y un denso plumón. Sufren en pocos días un cierto desarrollo que les permite caminar y comenzar a procurarse parte del alimento que ingieren.
Algunas de las crías más precoces son, de forma general, aquellas de las aves de corral y, más concretamente, todas aquellas de las especies de la familia Phasianidae (faisanes, pavos, perdices y codornices), así como todas aquellas de las especies de la familia Anatidae (patos, gansos y cisnes).

## Usos regionales de la palabra
- En España, la palabra pichón, en lo referente a las aves, se usa únicamente para designar a la cría de la paloma.[4]
- En muchos países hispanoamericanos, la palabra pollo, en lo referente a las aves, se usa principalmente (si es que no únicamente) para designar a la cría de la gallina[2] y, especialmente, a la ya crecida (la recién nacida es llamada pollito). La cría del resto de las aves, en general, se denomina allí pichón.